# Delphacodes furcata
Delphacodes furcata är en insektsart som först beskrevs av Léon Abel Provancher 1872.  Delphacodes furcata ingår i släktet Delphacodes och familjen sporrstritar. Inga underarter finns listade i Catalogue of Life.